# Alpinia foxworthyi
Alpinia foxworthyi är en enhjärtbladig växtart som beskrevs av Henry Nicholas Ridley. Alpinia foxworthyi ingår i släktet Alpinia och familjen Zingiberaceae. Inga underarter finns listade i Catalogue of Life.